# فروشگاه چینی
فروشگاه چینی (به انگلیسی: The China Shop) یک انیمیشن کوتاه محصول سال ۱۹۳۴ محصول دیزنی است. این اثر از مجموعه سمفونی احمقانه به وسیله ویلفرد جکسون کارگردانی شد.